# Papilio mackinnoni
Espèce
Papilio mackinnoni est une espèce de lépidoptères (papillons) de la famille des Papilionidae. Cette espèce est présente en République démocratique du Congo (Shaba), et en Zambie (nord-ouest).

## Systématique
L'espèce Papilio mackinnoni a été décrite pour la première fois en 1891 par l'entomologiste Richard Bowdler Sharpe dans Proceedings of the Zoological Society of London.
Le nom valide complet (avec auteur) de ce taxon est Papilio mackinnoni Sharpe, 1891.
Papilio mackinnoni a pour synonymes :
- Papilio mackinnoni bimaculatus Suffert, 1904
- Papilio mackinnoni mpwapwana Kielland, 1990
- Papilio mackinnoni reductofasciata Kielland, 1990